# Цифрова валюта
Цифрова (електронна) валюта — електронні гроші, які використовуються як альтернативна або додаткова валюта. Найчастіше їх вартість прив'язана до національних валют. Однак в окремих випадках прив'язка відсутня і їхня вартість формується виключно балансом попиту/пропозиції (bitcoin та інші криптовалюти). На відміну від валют у віртуальних економіках (наприклад в онлайн-іграх), цифрові валюти безпосередньо використовуються для покупок реальних товарів і послуг. Попри це, цифрові валюти можуть також називати віртуальними валютами, вживаючи цей вираз як синонім. Такого ж трактування дотримується ЄЦБ. ФБР і FinCen у своїх офіційних документах використовують загальний єдиний термін «віртуальна валюта».

## Історія
1983 року в дослідницькому документі Девіда Чаума була представлена ідея цифрових готівкових коштів. 1990 року він створив DigiCash, електронну касову компанію, в Амстердамі для комерціалізації ідей у своєму дослідженні. Вона подала заяву про банкрутство в 1998 році.
Електронне золото (E-gold) було першими популярними Інтернет-грошима, що з'явились у 1996 році. Кількість користувачів зросла до кількох мільйонів та збільшувалась аж допоки уряд США не заборонив у 2008 році рівномірні платежі за допомогою різноманітних інструментів.
У 1997 році Coca-Cola запропонувала при покупках замість торгових автоматів використання мобільних платежів.
У 1998 році PayPal запустила свою послугу у доларах США.
У 2009 році був запущений біткойн, який ознаменував початок децентралізованої цифрової валюти на основі блокчейна без центрального сервера та жодних матеріальних активів, що зберігаються в резерві. Також (відомі як криптовалюти) цифрові валюти на основі блокчейна виявилися стійкими до спроб урядів регулювати їх, оскільки не було центральної організації чи особи, яка б могла їх вимкнути.

## Трактування деяких регуляційних і урядових органів
У жовтні 2012 року Європейський центральний банк розповсюдив доповідь «Схеми віртуальних валют». У ній наголошувалося, що в деяких випадках «віртуальні спільноти» створюють і поширюють свою власну цифрову валюту для обміну товарами (послугами) і одиниці обліку. У доповіді, віртуальна валюта визначалася, як один з видів нерегульованих державою цифрових грошей, які створюються і контролюються зазвичай розробниками, і прийняті серед членів певного «віртуального співтовариства».
20 березня 2013 року, комісія із фінансових злочинів (англ. FinCEN) при міністерстві фінансів США видала документ, що містить тлумачення застосовності американського Закону про банківську таємницю (англ. Bank Secrecy Act) при створенні, обміні та передачі віртуальних валют.
За класифікацією комісії, виділяється «реальна валюта» — монети й паперові гроші США, або будь-якої іншої країни, які:
1. є законним засобом платежу;
2. перебувають в обігу;
3. загальноприйняті як засіб обміну в країні-емітенті.

«Віртуальна валюта» — засіб обміну, що діє як валюта в деяких сферах, але не має всіх атрибутів реальної валюти. Зокрема, віртуальна валюта не має статусу законного засобу платежу в жодній юрисдикції. Віртуальна валюта вважається «конвертованою», якщо вона має еквівалент у реальній валюті, або діє як замінник реальної валюти.
2 грудня 2020 року, Верховна Рада України прийняла за основу проєкт Закону «Про віртуальні активи», який, у тому числі регулює правовідносини, пов'язані з обігом цифрової валюти. Згідно з ним цифрова валюта вважається віртуальним активом, який поділяється на забезпечений та незабезпечений. Перший «надає його власнику право вимоги щодо інших, крім самого віртуального активу, об'єктів цивільних прав», другий — ні. Учасники ринку вважають, що якщо законопроєкт буде прийнято в цілому і він стане законом, бізнес, пов'язаний з цифровою валютою в Україні, буде активно розвиватися.

## Криптовалюта
Криптовалюти використовують технології блокчейна і розподіленого реєстру. Завдяки цьому жоден регулятор не може контролювати те, що відбувається в мережі, і так відбувається на всьому просторі користувача.
У криптовалютах, таких як Bitcoin, Litecoin і PPCoin, емісія й облік засновані на криптографії та методі захисту Proof-of-work. Це відбувається децентралізовано в розподіленій комп'ютерній мережі.

## Національні цифрові валюти
Низка країн світу планує або вже випустили національні цифрові валюти. Вони повністю централізовані, оскільки знаходяться під контролем уряду. Вони також неанонімні, їх неможливо майнити та, як правило, вони підкріплені фіатними валютами або іншими цінностями.

### США
6 квітня 2023 року у США внесли законопроєкт про створення цифрового долара, який передбачає випуск цифрової версії долара США. Законопроєкт був внесений до Палати представників США і є частиною ширшої програми «Digital Dollar Project», що має на меті створити цифрову версію долара США.

### Китай
Цифровий юань («цифрова версія юаня») — офіційна цифрова валюта КНР, яку запровадили ще у 2019 році у тестовому режимі. Повне впровадження планується у 2022 році.

### Еквадор
Еквадор довгі роки страждав від серйозної фінансової кризи, через що країна була змушена прийняти долар США як законний платіжний засіб. Щоб стабілізувати національну грошову систему, у 2014 році Конгрес Еквадору вирішив впроваджувати цифрову валюту поряд з доларом. План полягав у створенні першої у світі державної електронної платіжної системи (Sistema de Dinero Electrónico) з цифровими грошима як засобом платежу.

### Японія
Консорціум японських банків на чолі з Mizuho Financial Group та Japan Post Bank просуває ідею запуску нової цифрової валюти. Очікується, що токен під назвою J-Coin вийде до Олімпійських ігор 2020 року в Токіо. Основна мета J-Coin — скоротити використання готівки, оскільки тепер на готівку припадає 70% всіх транзакцій в Японії. Очікується, що нова валюта буде конвертуватися в єну з розрахунку 1 до 1. J-Coin розробляють таким чином, щоб його можна було використовувати на будь-якому смартфоні за допомогою QR-кодів.

### Швеція
Центральний банк Швеції зараз вивчає можливості технології блокчейн. Більш того, Riksbank також розглядає можливість створення національної цифрової валюти eKrona. Якщо електронну крону буде випущено, її почнуть використовувати поряд зі звичайними грошима. З введенням електронних грошей у Швеції є всі шанси побудувати повністю безготівкове суспільство.

### Естонія
Естонія планує запустити власну цифрову валюту Estcoin на блокчейні. За словами представника уряду, Естонія може використовувати Estcoin як криптотокен у рамках своєї програми E-Residency, яка дозволяє іноземцям отримувати державні ID-карти.

### Україна
У 2016 році НБУ створив дослідний проєкт, який зайнявся вивченням можливого впровадження е-гривні. Через три роки з'явилися перші результати: було випущено обмежену кількість е-гривні, яку протестували робочі групи й волонтери.
На початку січня 2021 року Мінцифра України підписала меморандум зі Stellar Development Foundation, в рамках якого планується розробляти національну цифрову валюту.

## Критика
- Більшість криптовалют не набули широкого вжитку та мають проблеми з використанням і конвертуванням. Банки зазвичай не приймають їх і не пропонують послуги для криптовалют.
- Розробник клієнта мережі Bitcoin Гевін Андресен висловив заклопотаність тим, що деякі криптовалюти можуть бути шахрайськими.
- Крім криптовалют, всі інші цифрові валюти централізовані, що дозволяє уряду закрити їх у будь-який час.